# 博蒙泰勒
博蒙泰勒（法語：Beaumontel，法語發音：[bomɔ̃tɛl]）是法国厄尔省的一个市镇，属于贝尔奈区。

## 地理
博蒙泰勒（49°5'19"N, 0°45'56"E）面积11.63 平方千米，位于法国诺曼底大区厄尔省，该省份为法国北部内陆省份，北起滨海塞纳省，西接奧恩省和卡爾瓦多斯省，南至厄尔-卢瓦省，东临瓦兹省、瓦兹河谷省和伊夫林省。
与博蒙泰勒接壤的市镇（或旧市镇、城区）包括：巴尔克、博蒙勒罗歇、布赖、洛奈、古皮勒奥通。

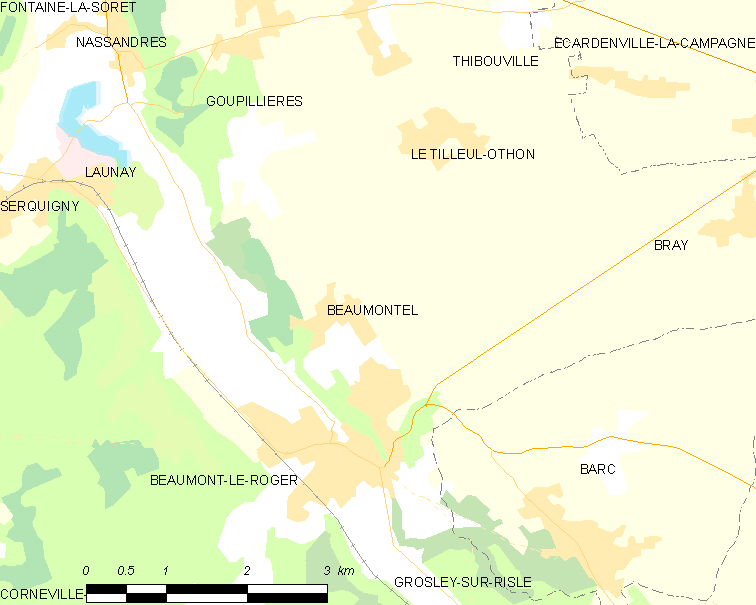
博蒙泰勒的OSM定位图

博蒙泰勒的时区为UTC+01:00、UTC+02:00（夏令时）。

## 行政
博蒙泰勒的邮政编码为27170，INSEE市镇编码为27050。

## 政治
博蒙泰勒所属的省级选区为布里奥讷县。

## 人口

1962-2008年间博蒙泰勒人口变化图示

博蒙泰勒于2022年1月1日时的人口数量为634人。